# بوکشتادت
بوکشتادت (به آلمانی: Bockstadt) یک منطقهٔ مسکونی در آلمان است که در ایسفلد واقع شده‌است. بوکشتادت ۲۹۲ نفر جمعیت دارد.